# Esponsales

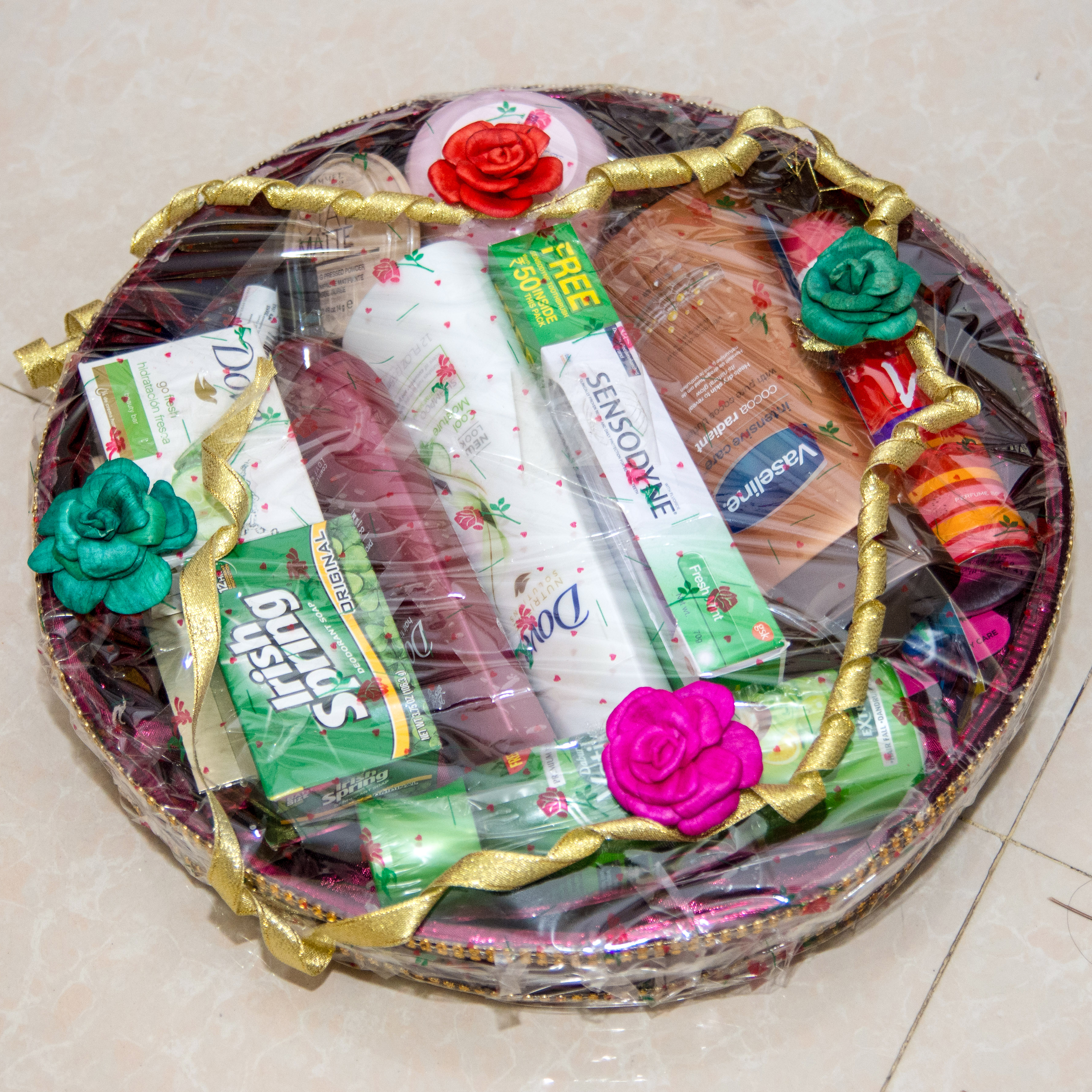
Cesta de regalos de compromiso moderno en Bangladés.

Los esponsales son la promesa de matrimonio mutuamente aceptada; quienes contraen esponsales son esposos. Jurídicamente, los esponsales son un contrato, de naturaleza preparatoria, ya que conducen al contrato definitivo del matrimonio.
El incumplimiento de los esponsales lleva consigo ciertos perjuicios patrimoniales, entre los cuales encontramos el hecho de tener que devolver todo lo recibido y en algunos casos hasta cuatro veces más.
En la actualidad los esponsales no tienen una gran relevancia jurídica, aunque a nivel social perviven bajo la forma de noviazgo. Sin embargo en otras épocas, mucho más ritualizadas y elaboradas, del compromiso de contraer matrimonio en fecha próxima podían extraerse consecuencias bastante serias. Por ejemplo, durante la Edad Media, si tenían lugar relaciones sexuales entre esposos no casados, se entendía consumado de inmediato el matrimonio, siendo este válido para todos los efectos.
En sentido impropio, como una licencia poética, y también en el hablar popular, se llama esponsales al matrimonio; de hecho, la palabra esposo designa en sentido vulgar a la persona que ha contraído matrimonio, y no a la comprometida a hacerlo, como es su sentido técnico (la palabra técnica en dicho caso sería cónyuge). Muchas confesiones cristianas tradicionales tienen ritos opcionales para los esponsales (también conocidos como 'bendición de una pareja comprometida' o 'declaración de intención') que bendicen y ratifican la intención de una pareja de casarse ante Dios y la Iglesia.

## Historia
Los orígenes de la práctica del compromiso matrimonial en Europa se encuentran en la ley judía (Torá), ejemplificada por primera vez por Abraham, y descrita en el último tratado del Talmud del orden Nashim (Mujeres), donde el matrimonio consiste en dos actos separados, llamados erusin (o kiddushin, que significa santificación<! ¡--PERO los escritores judíos históricos a veces utilizan kiddushin para referirse al matrimonio en su conjunto, así que para evitar ambigüedades no lo utilicemos en el artículo como sinónimo de erusin-->), que es la ceremonia de esponsales, y nissu'in o jupá, . Erusin cambia el estatus interpersonal de la pareja, mientras que nissu'in produce las consecuencias legales del cambio de estatus. (Sin embargo, en el Talmud y otras fuentes de la ley judía también existe un proceso, llamado shiduchin, que corresponde a lo que hoy se denomina compromiso. Casarse sin un acuerdo de este tipo se considera inmoral.  Para complicar las cosas, erusin en hebreo moderno significa compromiso, no esponsales).
En la Roma antigua, existieron los esponsales como un pacto  de que se ha de celebrar un matrimonio. (El origen del término es el participio spōnsus -a "prometido -a" del verbo latino spondēre, que significa "prometer solemnemente", "comprometerse"). Si el matrimonio no se efectuaba, existía una acción denominada actio sponsalitia, que cayó en desuso y, por lo tanto, solamente quedó la obligación moral pues no se podía exigir la celebración del matrimonio. 
Sin embargo, estando vigente un contrato de esponsales no podía ser celebrado otro, con otra persona, o si estando vigente el contrato se efectuaba el matrimonio con persona distinta, se acarreaba una declaratoria de infamia.
En tiempos del imperio bajo se empezaron a conocer las arras esponsalicias, que era un dinero o unos bienes que uno de los promitentes depositaba en manos del otro, como garantía de que cumpliría la promesa, perdiéndolas si incumplía o con derecho a reclamarlas, dobladas, si él era la víctima del incumplimiento.
Los esponsales dejaban de tener vigencia, por su cumplimiento, por la muerte de una de las partes, por mutuo acuerdo,  por decisión de una de las partes o por sobrevenir un impedimento para el matrimonio. Por ejemplo, que una de las partes perdiese el ius connubium, que era la aptitud civil para contraer matrimonio (iustae nuptiae) y para permanecer en matrimonio.

## Celebración
La forma de celebración de los esponsales podía llevarse a cabo de distintas formas: en unas ocasiones, la simple promesa producía efectos esponsalicios, en otras era un juramento y la entrega de arras y anillos. Esta simplicidad en la forma de celebración de los esponsales acarreaba en ocasiones grandes litigios que originaron la Pragmática de 1803, según la cual " Ningún tribunal eclesiástico ni civil admitiría demanda de esponsales no siendo prometidos por escritura pública".

## Derechos legales de la esposa
Los derechos legales de una esposa han sido objeto de debate desde el siglo XIX en muchas jurisdicciones. El tema fue abordado en particular por John Stuart Mill en La sumisión de las mujeres (1869). Históricamente, muchas sociedades han otorgado conjuntos de derechos y obligaciones a los esposos que difieren enormemente de los conjuntos de derechos y obligaciones otorgados a las esposas. En particular, el control de la propiedad conyugal, los derechos de herencia y el derecho a dictar las actividades de los hijos del matrimonio, generalmente se han otorgado a los esposos varones. Sin embargo, esta práctica se redujo en gran medida en muchos países en el siglo XX, y las leyes más modernas tienden a definir los derechos y deberes de un cónyuge sin referencia al género. Entre los últimos países europeos en establecer la plena igualdad de género en el matrimonio se encuentran Suiza, Grecia, España, y Francia. en la década de 1980. Sin embargo, en varias leyes matrimoniales en todo el mundo, el esposo todavía conserva autoridad. Por ejemplo, el Código Civil de Irán establece en el Artículo 1105: "En las relaciones entre esposo y esposa, la posición de la cabeza de la familia es el derecho exclusivo del esposo".

## Maternidad

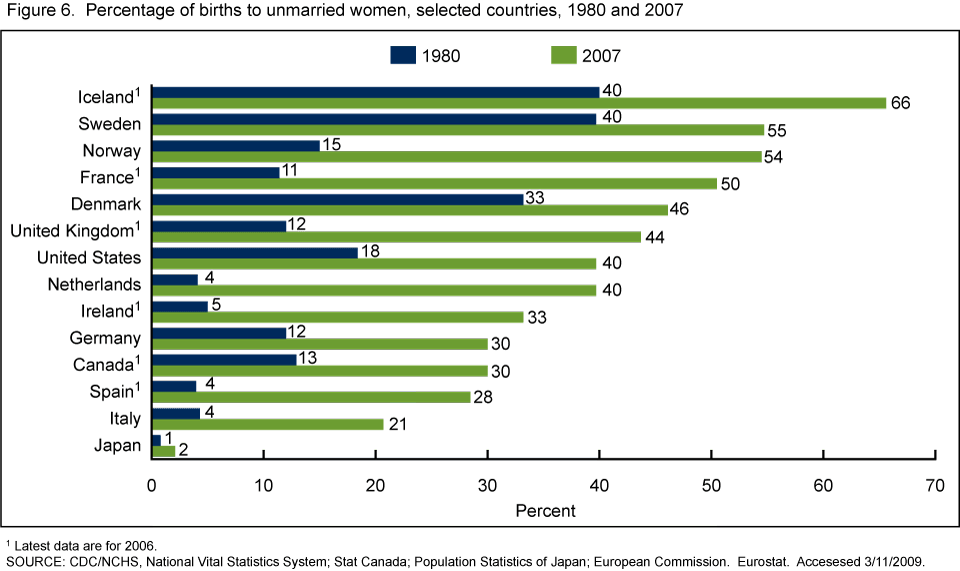
Porcentaje de nacimientos de mujeres no casadas, países seleccionados, 1980 y 2007.

Tradicionalmente, y aún en muchas culturas, el papel de una esposa estaba estrechamente vinculado al de una madre, con la fuerte expectativa de que una esposa debe tener hijos, mientras que, por el contrario, una mujer soltera no debería tener un hijo fuera del matrimonio. Estas opiniones han cambiado en muchas partes del mundo. Los niños nacidos fuera del matrimonio se han vuelto más comunes en muchos países.
Aunque algunas esposas, en particular en países occidentales, eligen no tener hijos, tal elección no es aceptada en algunas partes del mundo. En norte de Ghana, por ejemplo, el pago de la dote significa el requisito de una mujer de tener hijos, y las mujeres que usan métodos anticonceptivos están en riesgo de amenazas y coerción. Además, algunas religiones se interpretan como que requieren hijos en el matrimonio; por ejemplo, Papa Francisco dijo en 2015 que no tener hijos era "egoísta".

## Regulación por países

### Argentina
El Código Civil y Comercial no reconoce esponsales a futuro, negando la acción para exigir el cumplimiento de la promesa de matrimonio y también para reclamar daños y perjuicios causados por la ruptura. Dispone al respecto en su artículo 401:

Este Código no reconoce esponsales de futuro. No hay acción para exigir el cumplimiento de la promesa de matrimonio ni para reclamar los daños y perjuicios causados por la ruptura, sin perjuicio de la aplicación de las reglas del enriquecimiento sin causa, o de la restitución de las donaciones, si así correspondiera.

### Guatemala, Centroamérica
En este país, los esposales se encuentran regulados en el Código Civil, decreto 106, artículo 80: "Los esposales no producen obligación de contraer matrimonio, pero dan lugar a demandar la restitución de las cosas donadas y entregadas con promesa de un matrimonio que no se efectuó".
La vía para tramitar la revocación de los esposales dependerá del bien que se reclame: Si se tratare de dinero se tramitará en juicio ejecutivo; si fuera bienes muebles, se tramitará en juicio sumario; y si fuera bienes inmuebles se ventilará en juicio ordinario.

### Chile
En este país la figura de los esponsales se regula en el Título III del Libro I del Código Civil. 
Este cuerpo normativo señala que los esponsales son un hecho privado y meramente moral, no produciendo ningún efecto civil ni aun a título de promesa de celebrar el matrimonio (art. 98). Asimismo, señala que no tiene efecto la multa que pudiere estipularse por no celebrarse el matrimonio, aunque se puede retener lo pagado a este título, siendo entonces ésta una obligación natural (art. 99).
Sin embargo, puede pedirse la restitución de cosas donadas por causa de un matrimonio no celebrado (art. 100), y aun puede servir los esponsales como prueba para agravante en el delito de seducción (art. 101).

### México
En México la figura de los esponsales, aunque en desuso, permanece contemplada en diversos códigos civiles de la República Mexicana, aunque en el Código Civil Federal se encuentra derogado.
No obstante, debe considerarse que la figura de los esponsales se encuentra tácitamente proscrita por la redacción del artículo 1 de la Convención sobre el consentimiento para el matrimonio, la edad mínima para contraer matrimonio y el registro de los matrimonios, que textualmente señala:

No podrá contraerse legalmente matrimonio sin el pleno y libre consentimiento de ambos contrayentes, expresado por éstos en persona, después de la debida publicidad, ante la autoridad competente para formalizar el matrimonio y testigos, de acuerdo con la ley.

En este sentido, lo máximo que se podría obtener por medio de la figura de los esponsales es el resarcimiento de los daños y perjuicios por los gastos en que hubiera incurrido el cónyuge inocente, sin que en ningún caso se pudiera obligar a contraer matrimonio a quien se negare a ello.

## Fiestas de compromiso

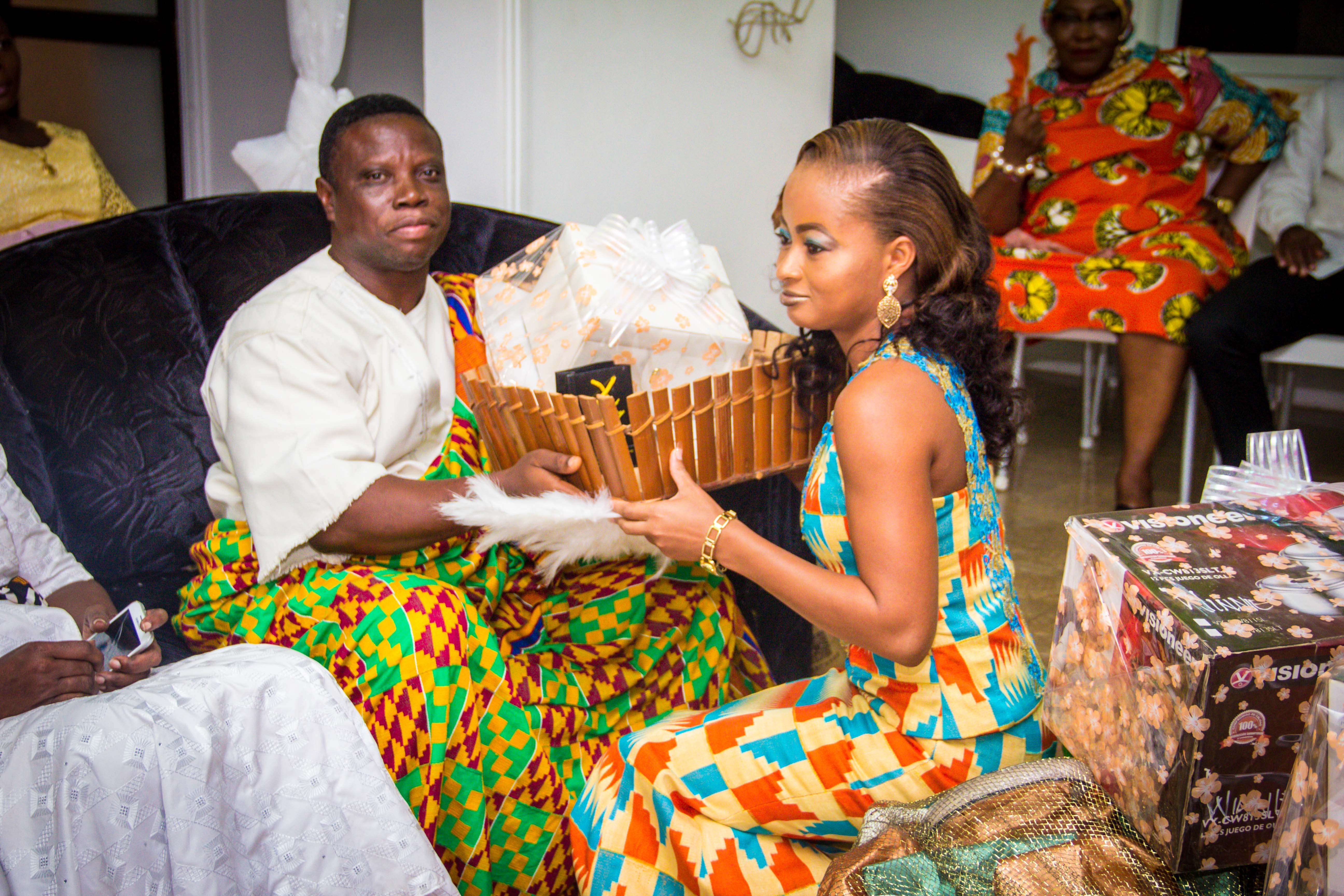
Ceremonia de compromiso en Ghana. La novia entregando un regalo a su padre

En la cultura estadounidense contemporánea, algunos compromisos se anuncian en una fiesta de compromiso, tradicionalmente organizada por los padres de la novia. Estas fiestas ayudan a presentar a los amigos y familiares de la novia y el novio en un lugar antes de la boda. A menudo, las fiestas de compromiso contemporáneas son cócteles o cenas con una decoración mínima. Los obsequios no suelen entregarse hasta la boda misma o una despedida de soltera.
En la antigua Grecia, las fiestas de compromiso se celebraban sin la novia y se discutían los aspectos legales y económicos del matrimonio. Más tarde, las fiestas de compromiso eran cuando ambas partes anunciaban una unión legal antes del matrimonio en la que si una de las partes rompía el acuerdo, tendría que pagarle a la parte agraviada. Los compromisos dejaron de ser legalmente flexibles y, a principios del siglo XX, las parejas anunciaban su compromiso en el periódico local.